# Araneus faxoni
Araneus faxoni este o specie de păianjeni din genul Araneus, familia Araneidae. A fost descrisă pentru prima dată de Bryant, 1940.
Este endemică în Cuba. Conform Catalogue of Life specia Araneus faxoni nu are subspecii cunoscute.